# Ypsigrock
Ypsigrock è un festival di musica indie-alternative rock organizzato dall'Associazione Culturale Glenn Gould, nonché il primo boutique festival d'Italia (primo festival italiano ad essere nominato, nel 2018, per il "Small Festival Award" assegnato dall'associazione europea di festival Yourope). Dal 1997 si svolge in Sicilia nella piazza principale della cittadina di Castelbuono (Palermo). Il festival è stato premiato quale Miglior Festival Italiano agli On Stage Awards 2015.

## Origine del nome
Il termine Ypsigrock è frutto della commistione dei termini Ypsigro, antico nome bizantino della città di Castelbuono, e rock.

## Storia

### 1997
La prima edizione dura due giorni: si apre il 4 agosto con le esibizioni dei Masnada da Modica (RG) e delle band palermitane Totem e 180° in opposity. Il giorno dopo salgono sul palco il gruppo messinese Le Valvole e a seguire i La Crus, da Milano.

### 1998
La seconda edizione viene inaugurata il 10 agosto dagli Snafu (da Roma), a cui seguono, nella stessa serata, gli Afterhours. Il giorno dopo si esibisconoi palermitani M.I.L. e per chiudere gli Snaporaz, da Livorno.

### 1999
Il 12 agosto, per il primo giorno della terza edizione, sul palco salgono gli U' Sgalingiu, gruppo proveniente da Petralia Sottana (Palermo), a cui seguono gli Sconceria Web (gruppo ska castelbuonese) e i Jovine (da Napoli). La seconda serata si apre invece con l'esibizione degli Elle (da Mestre) che anticipano la performance dei Marlene Kuntz.

### 2000
La quarta edizione si apre il 23 agosto con il concerto dei Matildamay (da Siracusa), vincitori della prima edizione di Avanti il Prossimo. A seguire si esibiscono i Venus (da Bruxelles), primo gruppo internazionale ospitato dal festival. Il giorno seguente sul palco salgono gli Anno Zero (da Torre del Greco), i 70123 (da Bari) e i Virginiana Miller (da Livorno).

### 2001
Il 13 maggio viene fondata l'Associazione Culturale Glenn Gould, che da quel momento prende in mano l'organizzazione del festival, sostituendo la precedente Associazione L'Ozio.
Il 4 agosto i concerti si aprono con i castelbuonesi Polymnia, a cui seguono le performance degli Evagarde (da Lecce) e degli Akkura (da Palermo). Il giorno dopo i Perlamadre (da Piacenza) ed i Laundrette (da Montecarotto) si esibiscono prima dei newyorkesi Blonde Redhead, il secondo gruppo internazionale a calcare il palco di Ypsigrock.

### 2002
Il festival, per la prima ed unica volta, dura un solo giorno. Il 7 settembre si esibiscono i castelbuonesi Mary Dow Jones, i palermitani Om, il cantautore catanese Cesare Basile e per concludere Mr. T-Bone & His Jamaican Liberation Orchestra (da Milano).

### 2003
La settima edizione si apre il 1º agosto, sera in cui suonano gli Zu (da Roma) e gli Yuppie Flu (da Ancona). Il giorno seguente vede alternarsi sul palco Kech (da Arcore), Three in One Gentleman Suit (TIOGS) (da Finale Emilia), El Guapo (da Washington). A conclusione della due giorni musicale, per la prima volta ad Ypsigrock viene organizzato un dj set, affidato ad Alessio Bertallot (da Milano).

### 2004
Il 7 agosto viene inaugurata l'ottava edizione, che porta sul palco i John Merrick (da Reggio Calabria) e i Diane and the Shell (da Catania): due band emergenti selezionate da Avanti il Prossimo; alla loro esibizione segue la performance di Dave Thomas and Two Pale Boys. Il giorno seguente i Blueprint (da Roma), terzi vincitori di Avanti il Prossimo, aprono la serata dedicata a norvegesi Motorpsycho, all'ultimo concerto con Håkon Gebhart alla batteria.

### 2005
La durata del festival passa per la prima volta da due a tre giorni. Si comincia il 7 agosto con i Poppy'S Portrait, band emergente selezionata da Avanti il Prossimo, che apre il concerto di Bonnie "Prince" Billy (Will Oldham) accompagnato da Matt Sweeney. La seconda sera l'esibizione dei Laventunesimafobia (da Castelbuono) introduce la performance degli Ulan Bator. La terza serata della nona edizione vede sul palco i cosentini Miss Fräulein (da Avanti il Prossimo) che preparano la scena finale per l'inglese Patrick Wolf in sessione acustica.
L'edizione del 2005 viene arricchita anche dalla creazione di Retrospettiva Sys, primo concorso per cortometraggi musicali.

### 2006
Per il secondo anno consecutivo il festival dura tre giornate. La prima serata vede come headliner i Non voglio che Clara (da Belluno) il 10 agosto, preceduti dai Marlowe (da Catania). La seconda serata viene aperta da due band selezionate da Avanti il Prossimo: Denise (da Salerno) e Arbdesastr (da Verona), a introdurre la performance del duo krautrock composto da Michael Rother & Dieter Moebius (Kraftwerk, Neu!, Cluster). L'ultima serata della decima edizione viene aperta dai romani Cactus, ad anticipare l'esibizione degli Heavy Trash, progetto musicale rockabilly di Jon Spencer (Jon Spencer Blues Explosion) e Matt Verta Ray. In coda ai tre giorni di concerti si tiene un gala serale per celebrare i vincitori di Retrospettiva Sys e di Note Pad (concorso per racconti musicali alla sua prima edizione).

### 2007
Il festival, ormai assestatosi su una durata di tre giornate, viene aperto il 10 agosto dai Camera 237 (vincitori concorso Avanti il prossimo), seguiti dai torinesi Drink to me e da Joe Lally (Fugazi) supportato dagli Zu. Il giorno successivo Vivianne Viveur anticipa l'esibizione dei Mouse on Mars; il festival si chiude il 12 agosto con i concerti dei Waines e degli Architecture in Helsinki.

### 2008
La prima serata (8 agosto) è stata dedicata all'indie rock con H.C-B, Nena and the Superyeahs e gli Art Brut. Alle esibizioni live segue un dj set curato da Fabio Nirta e Robert Eno. Il sabato è stato dedicato a sonorità più sperimentali: avviata da Eimog, Urania e Il Pan del Diavolo, la serata chiude infatti con l'esibizione di Apparat.  La domenica, il festival raggiunge il suo culmine con le esibizioni dei dEUS, band belga considerata una delle più importanti del panorama alternativo europeo, e del cantautore italiano Paolo Benvegnú.

### 2009
La prima serata (7 agosto) vede esibirsi Betty Ford Center, i Luminal e i The Rakes, gruppo rock alternativo britannico. Il secondo giorno è caratterizzato da un'atmosfera più rock, con l'esibizione degli Ultravox, band new wave britannica che ha segnato la storia della musica degli anni '80. A loro si aggiungono le band Sparkle in Grey e Tacoma. A chiudere la serata, un'esibizione speciale di Jon Hopkins in collaborazione con Davide Rossi. L'ultima giornata del festival vede sul palco i siciliani Albanopower e i Kula Shaker, gruppo rock psichedelico britannico che ha riscosso un grande successo negli anni '90.

### 2010
Il festival passa a un formato a quattro giorni (5-8 agosto). La prima serata vede esibirsi i Dinosaur Jr., storica band alternative rock americana. Ad aprire la serata, le band Herself e Zenerswoon. Il secondo giorno propone un mix di rock e post-punk. I Gang of Four portano sul palco il loro sound caratteristico, influenzato dal punk e dal funk, mentre le band Pocket Chestnut e The Second Grace offrono performance più intime e sperimentali. La giornata di sabato è dedicata all'elettronica: The Field presenta il suo sound minimalista e ipnotico, mentre Telepathe propone un live set caratterizzato da ritmiche frenetiche e atmosfere psichedeliche. Ad aprire la serata, Cameramia e Music for Eleven Instruments. L'ultima giornata del festival vede esibirsi i Caribou, il progetto solista di Dan Snaith, noto per la sua produzione elettronica ricca di melodie e ritmiche intricate. Ad accompagnarlo i gruppi indie rock britannici These New Puritans e Too Young to Love.

### 2011
La serata di apertura (4 agosto), ad ingresso gratuito, è dedicata al dj set di Fabio Nirta e Robert Eno. Il primo giorno di esibizioni live è caratterizzato da una miscela di rock alternativo e indie pop. I Pere Ubu, pionieri del post-punk, offrono una performance energica e sperimentale. Ad accompagnarli, Twin Shadow, Josh T. Pearson e Captain Quentin. Il sabato vede l'esibizione di band indie rock e elettronica. I Junior Boys propongono il loro sound caratteristico, caratterizzato da ritmiche elettroniche e melodie pop. Ad essi si aggiungono le band Yuck, Esben and the Witch e Honeybird & the Birdies. L'ultima giornata del festival vede esibirsi i Mogwai, band post-rock scozzese nota per le sue lunghe e intense composizioni strumentali. Ad accompagnarli, Mount Kimbie, duo elettronico britannico, e Dimartino.

### 2012
Dopo l'ormai consueta serata d'apertura, ad ingresso gratuito, dedicata al resident djset di Fabio Nirta e Robert Eno, il festival vede esibirsi Stephen Malkmus & The Jicks, il progetto solista dell'ex frontman dei Pavement, Stephen Malkmus, insieme a Of Montreal, Altre di B e Gentless3. Il sabato è dominato da sonorità più sperimentali ed elettroniche con Fuck Buttons, duo inglese noto per il suo noise rock, We Were Promised Jetpacks e Shabazz Palaces. La giornata è integrata dalle esibizioni di Did e Venezia, due band che sperimentano con il rock alternativo. L'ultimo giorno del festival vede la partecipazione di Primal Scream, leggendaria band scozzese, Django Django, band irlandese nota per il suo sound psichedelico e dance, e Alt-J, gruppo indie folk britannico che all'epoca aveva appena pubblicato il suo acclamato album di debutto.

### 2013
Dopo la serata di djset gratuito, la prima giornata (9 agosto) vede come headliner i The Drums, band indie rock americana nota per le sue melodie catchy e le sue performance energiche. Ad aprire le danze sono Shout Out Louds, Efterklang, Youarehere e Werto, che completano un programma ricco di sonorità indie e post-rock. Il sabato Erol Alkan, noto DJ e produttore, offre un set ricco di sonorità elettroniche e dance. Ad accompagnarlo sul palco nel corso della giornata, band come Suuns, Holy Other, Deptford Goth, Omosumo, Black Eyed Dog e HLMNSRA che propongono un mix di sonorità post-punk, noise rock ed elettronica. L'ultima giornata del festival vede come headliner gli Editors, band britannica nota per il suo sound dark e melodico. Ad aprire la giornata sono i Local Natives, seguiti da Rover, Metz, Indians e Unepassante, che completano un programma ricco di sonorità indie rock e post-punk.

### 2014
Il festival si sviluppa su due palchi, il tradizionale "Castello Stage" e l'Ypsi&love Stage, dedicato a esibizioni più sperimentali. Al djset gratuito del 7 agosto segue una prima serata aperta da Hysterical Sublime, gruppo rock sperimentale noto per le sue performance energetiche e il suo sound caotico. Si esibiscono anche i catanesi Uzeda, che propongono un mix di rock, noise e psichedelia, Bo Ningen, con suo caratteristico sound garage rock, caratterizzato da ritmi frenetici e chitarre distorte, l'Archie Bronson Outfit  e Fanfarlo con un sound eclettico, che mescola pop, folk e barocco, creando un'atmosfera teatrale e coinvolgente. A chiudere la serata, Anna Calvi incanta il pubblico con la sua voce potente e le sue atmosfere dark. 
Il sabato è dominato da sonorità elettroniche e sperimentali. Plot propone un set di musica elettronica oscura e industriale, mentre The Artificial Harbor offre un sound più ambient e sperimentale. M+A presenta un mix di elettronica, noise e improvvisazione, creando un'atmosfera caotica e dissonante. Samaris propone un sound etereo e ipnotico, che mescola elementi di musica classica, folk e elettronica. Forest Swords offre un sound dark ambient, caratterizzato da atmosfere misteriose e inquietanti. Sohn presenta un set di musica elettronica malinconica e introspettiva, caratterizzato dalla sua voce soul e dalle sue produzioni minimali. A chiudere la serata, Moderat propone un set di musica elettronica coinvolgente e ipnotico, caratterizzato da ritmi pulsanti e atmosfere dark. 
La domenica giornata è caratterizzata da un mix di indie rock, folk e alternative rock, con Money, Sun Kil Moon, Kurt Vile and the Violators e Wild Beasts ad alternarsi sul palco. A chiudere la serata, Belle and Sebastian offrono un set di indie pop romantico e nostalgico.

### 2015
La serata d'apertura (6 agosto), a ingresso gratuito, è dedicata al tradizionaledj set Shirt vs T-shirt con Fabio Nirta e Robert Eno. Il venerdì è dominato da sonorità rock e psichedeliche, con Battles, The Sonics, Temples, Be Forest e Kush. Il sabato vede prevalere l'elettronica e l'indie, con Metronomy, East India Youth, The KVB, Bipolar Sunshine, DYD e Younger and Better. La giornata conclusiva è caratterizzata da un mix di indie rock, synth-pop e post-punk, con Future Islands, Notwist, The Fat White Family, Hinds, Clap! Clap! e Rhò. Al festival partecipa anche Colapesce, che si esibisce fuori cartellone in uno showcase acustico con Thony.

### 2016
Il festival, giunto alla ventesima edizione, si svolge su tre palchi, l'Ypsi Once Stage (palco principale), l'Ypsi&Love Stage e il nuovo Mr Y. Stage. 
La serata d'apertura (4 agosto), a ingresso gratuito, è affidata come di consueto al dj set Shirt vs T-shirt. 
Il venerdì è caratterizzato da sonorità rock e indie. The Vaccines infiammano il palco con il loro rock energico, mentre i veterani del grunge Mudhoney portano un sound più grezzo e distorto. Georgia incanta il pubblico con la sua voce soul avvolta in atmosfere elettroniche. Oscar, The Vryll Society, Birthh, L I M, Il Cielo di Bagdad e Torakiki integrano il programma con le loro proposte indie rock e alternative.
Il sabato propone un mix più variegato, con l'elettronica dark e sperimentale dei Crystal Castles a contrastare l'hip-hop più introspettivo di Loyle Carner. I Grandbrothers offrono un'esperienza sonora unica, mescolando elettronica e pianoforte. Luh, Federico Albanese, Niagara, Capibara e Yombe completano la lineup.
La giornata conclusiva è caratterizzata da sonorità più intime e riflessive. I Daughter emozionano il pubblico con le loro ballate malinconiche, mentre i Savages propongono un post-punk energico e diretto. Minor Victories e Giant Sand offrono un sound indie rock e alternative più maturo. Willis Earl Beal incanta con la sua voce soul, mentre Daniele Sciulla dà al festival un tocco indie rock più intimo.

### 2017
La ventunesima edizione del festival si svolge dal 10 al 13 agosto 2017.
Sull'Ypsi Once Stage (palco principale) si alternano Preoccupations, Ride, Cabbage, Christaux, Beak, Rejjie Snow, Digitalism, Car Seat Headrest, Cigarettes After Sex e Beach House, mentre Sergio Beercock, Bry, Èstel Luz, Adam Naas, Bobbypin e Klangstof si esibiscono sull'Ypsi&Love Stage (Chiostro di San Francesco), Hån, Amnesia Scanner e Aldous Harding sul Mr Y. Stage (Centro Sud – Ex Chiesa del Crocifisso) ed Edda nel cortile interno del Castello dei Ventimiglia.

### 2018
La ventiduesima edizione si tiene dal 9 al 12 agosto 2018 e vede le performance di: The Horrors, The Radio Dept., The Jesus And Mary Chain, ...And You Will Know Us By The Trail Of Dead, Aurora, Shame, Vessels, Algiers, Confidence Man, Youngr, H.E.R. (Ypsi Once Stage), Alfio Antico (cortile del castello dei Ventimiglia), Girls Names, Random Recipe, Seun Kuti & Egypt 80, Her Skin, Makai, LNDKF, Ama Lou (Ypsi&Love Stage), Blue Hawaii, Niklas Paschburg e Gaika, che ha sostituito all'ultimo minuto Kelly Lee Owens (Mr Y. Stage).

### 2019
La serata d'apertura (8 agosto), a ingresso gratuito, è dedicata al dj set di Shirt vs T-shirt insieme a I’m Not A Blonde e Canarie.
Il venerdì è dominato da sonorità rock e indie. The National portano sul palco il loro sound caratteristico, caratterizzato da testi introspettivi e melodie malinconiche. Let’s Eat Grandma, Dope Saint Jude, Boy Azuooga, Lafawndah, Huntly e Giungla completano la lineup con le loro proposte indie rock, elettronica e sperimentale.
La serata del sabato propone un mix di elettronica, world music e cantautorato. David August offre un set di musica elettronica coinvolgente, mentre Baloji porta sul palco il suo sound afrobeat e hip-hop. Giant Rooks, Alberto Fortis, La Rappresentante di Lista, WWWATER, Rodrigo D’Erasmo & Roberto Angelini con il loro tributo a Nick Drake, Pick a Piper e Mokado arricchiscono il programma con le loro proposte indie rock, pop e cantautorato.
La giornata conclusiva è caratterizzata da un mix di rock, indie e sperimentazione sonora. Spiritualized propongono un sound psichedelico e shoegaze, mentre Whitney offre un indie pop malinconico e romantico. I Fontaines D.C. portano sul palco il loro punk rock energico e diretto. La lineup è completata da Whispering Sons, Pip Blom, Ólöf Arnalds, Free Love e Handlogic 

### 2021
La pandemia di COVID-19 rende necessario annullare l'edizione 2020. Il festival riparte con successo, seppure a capacità limitata, l'anno successivo, adottando lo slogan "Tiny but needed"https://www.ypsigrock.it/en/info-covid-19/. 
L’elemento innovativo dell'edizione è il lancio del format “The Sound of This Place”, una residenza artistica internazionale che, dal 25 luglio, nel territorio di Castelbuono, vede per 10 giorni alcuni artisti internazionali lavorare insieme per dare vita a un’opera artistica che viene presentata in prima assoluta durante la seconda serata del festival con uno show collettivo. Prendono parte alla residenza il cantautore americano Alec Ounsworth ovvero Clap Your Hands Say Yeah, la sound designer italiana ma di stanza a Berlino Andrea Noce aka Eva Geist, la musicista e visual artist svizzero-canadese Barbara Lehnoff conosciuta come Camilla Sparksss (già in lineup al festival con un suo set solista), l’architetto tedesco Gustav Düsing  e il light designer francese Julien Dufour.
La serata d'apertura (5 agosto) vede sul palco Clap Your Hands Say Yeah in performance solista, affiancato da Møaa e Miglio che completano la serata con le loro proposte indie rock.
Il venerdì offre un mix di elettronica e indie con l'islandese Ásgeir, Dardust che propone un set elettronico, Camilla Sparksss, Rbsn e Gold Mass arricchiscono il programma con le loro sonorità indie e alternative.
Il sabato è caratterizzato da sonorità più dark e sperimentali. I post-punk russi Molchat Doma infiammano il palco, mentre i Coma portano sul palco la loro energia rock. Viene presentato il progetto “The Sound of This Place”, mentre Marion Moroder e Apocalypse Wow completano il cartellone.
La giornata conclusiva vede sul palco artisti internazionali e italiani. Iosonouncane propone un sound sperimentale e avanguardista, mentre Pongo porta sul palco ritmi latini e tropicali. Kristin Sesselja e Yuman completa la lineup con le loro proposte indie folk e alternative.

### 2022
Il festival riparte a pieno regime in occasione della sua venticinquesima edizione. 
La serata d'apertura (4 agosto) vede come headliner Manuel Agnelli, affiancato dal progetto "The Sound of This Place 2022" con Giulio Fonseca, Go Dugong, Ionee Waerhouse, Jack Wolter, Lily Wolter, Joe Taylor (Penelope Isles) e 4b2m.
Il venerdì è dominato da sonorità rock e indie. The Flaming Lips portano sul palco il loro sound psichedelico e sperimentale, mentre Yard Act offrono un punk rock diretto e irriverente. Il cartellone è completato da Penelope Isles, Lowly, C Duncan, Brunacci e Iruna.
La serata del sabato è caratterizzata da un mix di elettronica, indie pop e hip-hop. 2manydjs, il progetto djset del duo belga Soulwax, chiudono una serata che vede Self Esteem incantare il pubblico con la sua voce potente e le sue performance teatrali. A supporto, i Pillow Queens portano sul palco il loro indie rock energico, mentre Natalie Bergman offre un sound folk e soul, Denise Chaila propone il suo hip-hop sperimentale, con Ceneri e Linbo a completare la lineup.
La giornata conclusiva è dominata da sonorità rock e indie. DIIV propongono il loro dream pop caratteristico, mentre Goat Girl offre un punk rock più grezzo e diretto e Nation of Language portano sul palco il loro synth-pop nostalgico. Il programma è completato da Alyona Alyona,  Anna B Savage, The Tangram e Bark Bark Disco.

### 2023
La serata d'apertura (10 agosto) vede esibirsi i Verdena, a cui si aggiungono Ekkstacy con il suo sound post-punk, i Pale Blue Eyes con il loro dream pop e la performance esclusiva "The Sound of This Place 2023" con Marie Davidson, Dana Gingras, Lucie Bazzo, Francesca Fabrizi e Thus Love.
Il venerdì è dominato da sonorità shoegaze e dream pop. Gli Slowdive incantano il pubblico con la loro musica eterea affiancati dal sound intimo e introspettivo di Liela Moss. Traams, Helen Ganya, Juno Francis, Kick e Ekranoplan completano la lineup con le loro proposte indie rock e alternative.
Il sabato vede un mix di elettronica, indie rock e sperimentazione sonora. The Comet Is Coming propongono un jazz fusion energico, mentre Still Corners offrono un sound dream pop sognante. HVOB portano sul palco il loro live set elettronico, mentre King Hannah e Lynks propongono il loro indie rock. Plastic Mermaids, The Haunted Youth e Hollyspleef integrano il cartellone con le loro proposte indie rock e alternative.
La giornata conclusiva è caratterizzata da un mix di hip-hop, elettronica e indie rock. Young Fathers propongono il loro hip-hop sperimentale, mentre Panda Bear & Sonic Boom offrono un set di musica elettronica psichedelica. Just Mustard incantano il pubblico con il loro shoegaze malinconico, con a supporto Kiwi Jr., NOISY, Marie Davidson, Monikaze e Wism.

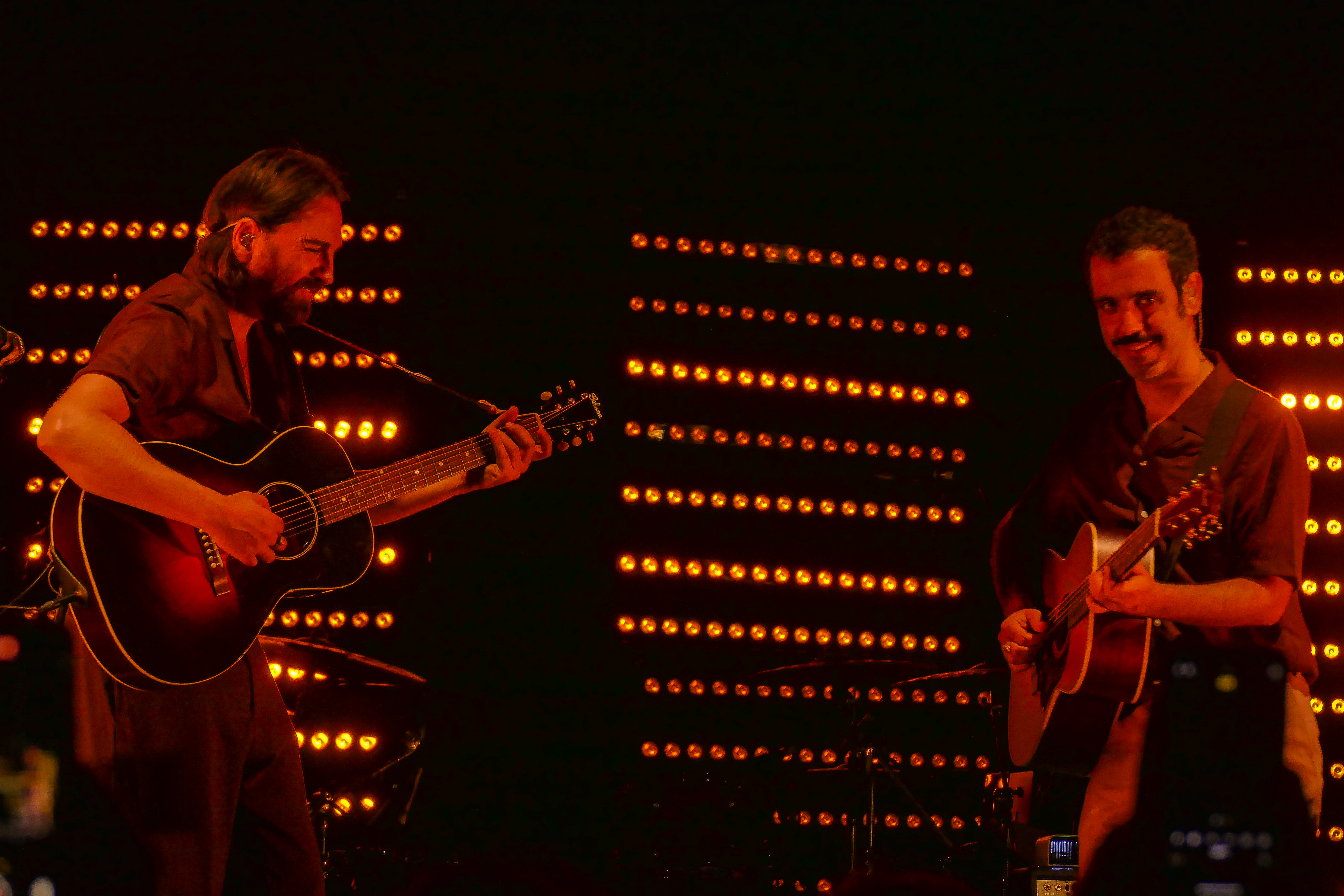
Colapesce Dimartino headliner della prima serata 2024

### 2024
Il festival è aperto l'8 agosto da Colapesce e Dimartino, cui si aggiungono Jadu Heart, gli Oracle Sisters, gli Egyptian Blue con il loro rock alternativo e i No Windows con le loro sonorità shoegaze. Al chiostro di S. Francesco viene presentato il progetto "The Sound of This Place 2024" con l'artista e musicista Andy - Bluvertigo (Italia), la pianista e compositrice Sofi Paez (Costa Rica / Germania), l'artista e cantautrice Bodur (Regno Unito), il musicista Angelo Sicurella (Italia) e la danzatrice e performer Federica Aloisio (Italia).
Il venerdì è dominato da sonorità post-rock e indie. Gli headliner Explosions In The Sky e le loro lunghe e intense strumentali si alternano al sound più intimo e acustico di Royel Otis. Il programma vede alternarsi anche Julie Byrne, Model/Actriz, Chalk e Marta Del Grandi.
Il sabato vede un mix di hip-hop, post-punk e sperimentazione sonora. Kae Tempest propone il suo rap politico e introspettivo, mentre i Bdrmm portano sul palco il loro post-punk energico. Heartworms, Tapir!, Laura Groves, Kimyan Law e Dame Area hanno completato la lineup con le loro proposte indie rock, elettronica e sperimentale.
La giornata conclusiva è caratterizzata da un mix di indie rock, elettronica e hip-hop con Beach Fossils e Nation Of Language. Tkay Maidza porta sul palco il suo hip-hop alternativo, affiancato dall'indie rock psichedelico degli Yīn Yīn, dagli adrenalinici Fat Dog e da Lauren Auder.

## Avanti il Prossimo
Dal al 2000 al 2008, attraverso il concorso Avanti il Prossimo, il festival ha riservato una sezione dedicata esclusivamente agli artisti emergenti. Ogni anno, i vincitori di tale concorso hanno avuto la possibilità di condividere il palco del festival con i più blasonati colleghi.
|           | 2000                             | 2001                             | 2002             | 2003                | 2004                                             | 2005                                                    | 2006                                     | 2007                           | 2008            |
| --------- | -------------------------------- | -------------------------------- | ---------------- | ------------------- | ------------------------------------------------ | ------------------------------------------------------- | ---------------------------------------- | ------------------------------ | --------------- |
| vincitori | - Matildamay - Anno Zero - 70123 | - Evagarde - Akkura - Perlamadre | - Mary Dow Jones | - Kech - T.I.O.G.S. | - John Merrick - Diane and the Shell - Blueprint | - Poppy'S Portrait - Laventunesimafobia - Miss Fräulein | - Marlowe - Denise - Arbdesastr - Cactus | - Camera 237 - Vivianne Viveur | - Eimog - H.C-B |

## Le costole
All'interno del calderone artistico di Ypsigrock hanno trovato spazio altre due rassegne affini per intenti e tematiche: Retrospettiva Sys {Retrosys} e Note Pad.

### Retrospettiva Sys (2005-2008)
Retrospettiva Sys: shortmovie with music around -  {Retrosys} è stata una rassegna di cinema breve a senso unico, il cui oggetto è la musica. Il contest è stato inaugurato nel 2005. Per ogni cortometraggio in gara, oggetto dell'opera, o strumento per significare, doveva essere il suono, visualizzato nel tempo di un corto o di un brano musicale. Nel 2005 la rassegna si è svolta, durante i pomeriggi del festival, all'interno dell'ex cineteatro Le Fontanelle di Castelbuono, in Piazza Castello. Nel 2006 è stato organizzato un gala serale il 13 agosto, per premiare le opere vincitrici presso la Badia Santa Venera di Castelbuono. Curiosità: l'edizione 2005 ha ospitato fra i registi partecipanti Sidney Sibilia, alla sua seconda esperienza in assoluto nel mondo del cinema.
|           | 2005 | 2006 |
| --------- | --- | --- |
| finalisti | - La super amigas contrael professor Vinilo (regia: P.R.Momene) - Trash picking hours (regia: S. Bertelli) - 7:35 de la mañana (regia: N. Vigalodo) - Camere di confine (regia: M. Busanelli) - Iris Blu (regia: F. Ferro e S. Sibilia) - Ruggine (regia: F. Grilli & A. Cavallini) - Seed (regia: G. Bonomo) - Beddu nostru Signuri (regia: G. Tumino) | - Anima e corpo (regia: S. Bonomo) - B same (regia: A.G. Valenti) - Burroghs (regia: M. Malvino) - Cappuccetto rosso (regia: G. Scioratto) - La canzone di Paolo (regia: P. Montevecchi) - Music is the angel of all children (regia: F. Cerrato) - Kinè (regia: A. Gandolfo) - Via dell'arte (regia: P. Ferrandini) - Vox Rerum (regia: I. Fachin) |
| vincitori | - 7:35 de la mañana (regia: N. Vigalodo) | - B same (regia: A.G. Valenti) |

L'edizione del 2007 ha previsto anche l'introduzione di una apposita sezione dedicata ad opere mosse da una ricerca di tipo etno-video-musicale sulla Sicilia, conferendo all'evento un certo valore etnomusicologico. Per ogni regista in gara è stato possibile scegliere come tema del proprio lavoro la musica anche nella misura in cui questa si sposa con il contesto siciliano in modo originale e innovativo. L'intenzione della Retrospettiva Sys in questo caso è stata promuovere l'accostamento innovativo tra linguaggi, luoghi, suoni e narrazione, legati alla Sicilia, da sempre la regione che ospita il festival.
L'edizione 2008 della rassegna ha previsto la sua serata conclusiva venerdì 2 gennaio 2009 a Castelbuono, all’interno dell’ex Monastero della Badia. A contendersi il premio sono stati otto cortometraggi: “External Sync” di Vittorio Davide Guidotti, “Io sono, tu sei, noi siamo” di Riccardo Marchese, “L’albero dei ricordi” di Flavio Zattera, “Amore (Love)” di Riccardo Marchese, “Collacqua” di Federico Savonitto, “Outiside Studiolo” di Alessio Girella e Simone Maffioletti, “Infettami” di Andrea Princivalli e Animaclip e “Ogni Mattina” di Alberto Peraldo.